# Entacmaea medusivora
Entacmaea medusivora là một loài hải quỳ thuộc chi Entacmaea trong họ Actiniidae. Loài này được mô tả lần đầu tiên vào năm 1991.

## Từ nguyên
Từ định danh của loài được kết hợp từ hai âm tiết trong tiếng Latinh. Tiền tố medus bắt nguồn từ tên gọi của Medusa, nữ quỷ tóc rắn được biết đến trong thần thoại Hy Lạp, cũng dùng để chỉ loài sứa; và voro mang nghĩa là "ăn ngấu nghiến", mang hàm ý đề cập đến nguồn thức ăn của loài hải quỳ này.

## Phạm vi phân bố
E. medusivora ban đầu được biết đến tại đảo Eil Malk (Palau), sau được phát hiện thêm tại Đông Kalimantan (Indonesia).

## Sinh thái học
Ở Palau, E. medusivora săn sứa Mastigias papua để làm thức ăn. Trong những lần khảo sát tại Indonesia, E. medusivora còn được biết đến là ăn cả sứa Aurelia aurita và Cassiopeia ornata.
Sứa M. papua có chứa một loài tảo roi nội cộng sinh thuộc chi Cladocopium (họ Symbiodiniaceae). Khi E. medusivora ăn loài sứa này, các tế bào Cladocopium vẫn có khả năng quang hợp trong toàn bộ quá trình tiêu hóa của hải quỳ. Trong khoang dạ dày của E. medusivora, các tế bào Cladocopium giải phóng oxy, kích thích hệ vi sinh vật trong dạ dày của chúng. Vài ngày sau, Cladocopium bị hải quỳ tống ra ngoài nhưng các tế bào không bị thay đổi về mặt sinh lý.